# Acraea silvicola
Acraea silvicola är en fjärilsart som beskrevs av Richelmann 1913. Acraea silvicola ingår i släktet Acraea och familjen praktfjärilar. Inga underarter finns listade i Catalogue of Life.